# Lennart Nyblom (konstnär)
För andra betydelser, se Lennart Nyblom.
Thure Lennart Nyblom, född 15 september 1872 i Uppsala, död 4 februari 1947 i Nacka, var en svensk målare, etsare och tecknare av landskap, figurmotiv och historiska motiv.
Lennart Nyblom var son till Carl Rupert Nyblom, skald och professor i litteratur- och konsthistoria i Uppsala, och hans hustru Helena Nyblom ogift Roed, "sagoberätterska" samt bror till Carl Göran, Sven, Ellen, Knut och Holger Nyblom, konsthistoriker.
Nyblom studerade vid Valands målarskola 1891–1892, vid Konsthögskolan för Carl Larsson och Georg von Rosen 1892–1896 samt i Italien och Frankrike 1896–1898. Han verkade som konstkritiker vid Aftonbladet under flera år.
Nyblom blev mest känd som landskapsmålare men utförde även flera monumentala uppdrag bland annat för Östra realskolan i Göteborg och Uppsala högre allmänna läroverk.
Lennart Nyblom är representerad på bland andra Nationalmuseum i Stockholm och Waldemarsudde.
Han var fram till sin bortgång gift med konstnären Olga Nyblom, född Lundberg (1872–1955). Paret hade barnen Staffan Nyblom (1901–1919), Peder Nyblom (1902–1981), Helena Nyblom (1903–1947), Maja Röhr (1904–1987), Hilde Nyblom (1908–2009) och Urban Nyblom (1913–1960).
Två barnbarn är Kåre Nyblom och Ragna Nyblom. Ett barnbarnsbarn är Johan Röhr.
Makarna Nyblom är begravda på Katolska kyrkogården utanför Stockholm.

## Källor

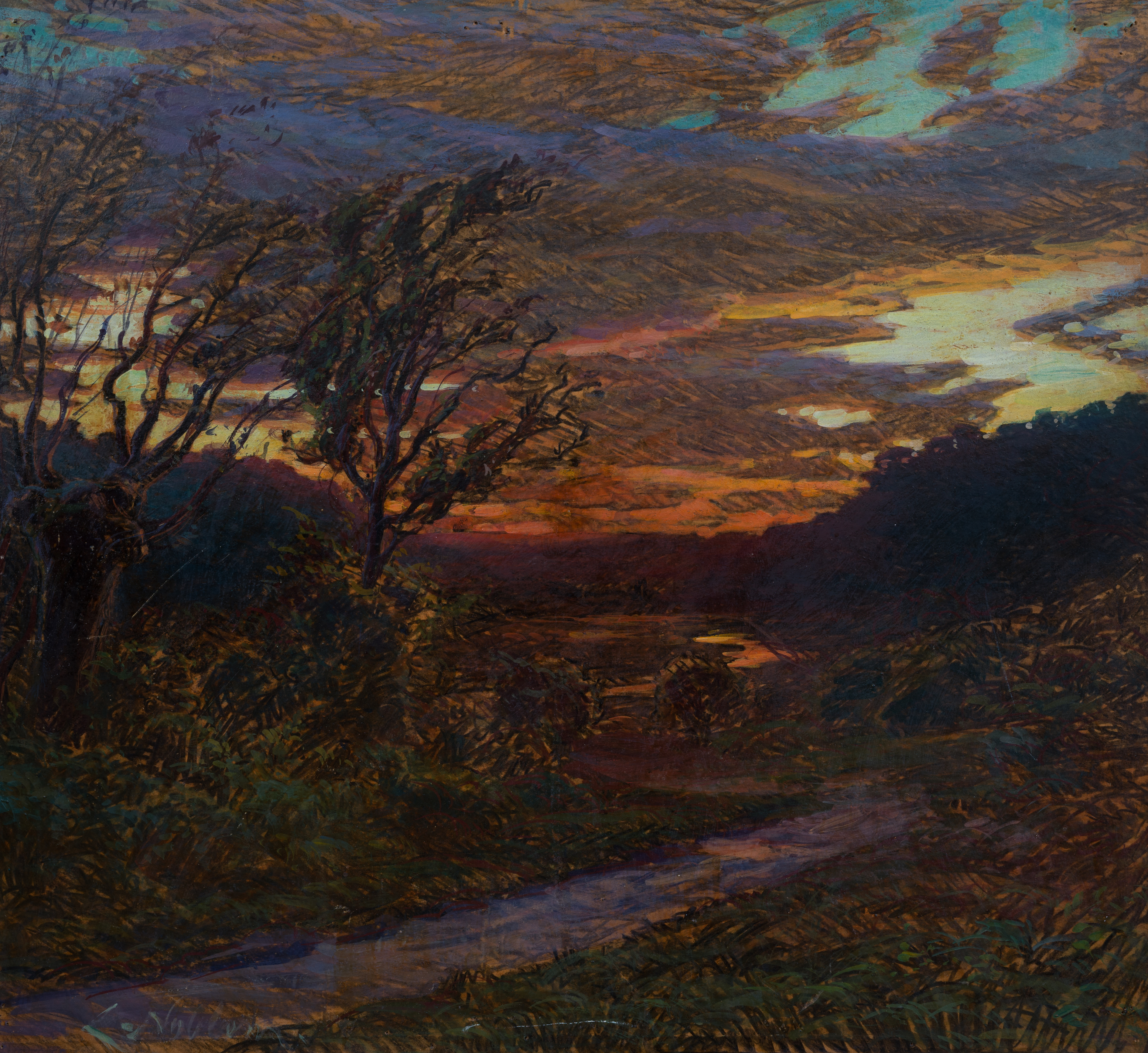
Landskap i aftonljus, 1920 tal